# Margot Middelhauve
Margot Middelhauve (* 11. Februar 1941 in Hamburg) ist eine deutsche Künstlerin.
Nach der Real Academia de Bellas Artes de San Fernando in Madrid studierte sie von 1964 bis 1968 an der Hochschule für bildende Künste Hamburg u. a. bei Kurt Kranz und Eberhard Schlotter. Sie lebt seit 1969 als freischaffende Künstlerin in Darmstadt.
Margot Middelhauves Spektrum umfasst Farbzeichnungen, Acrylbilder, Papier-Collagen, Raum-Objekte in Öl auf Holz, Plexiglas und Emaille.

## Werke
- Kassandra-Zyklus, Papier-Collagen, 1992
- Stelenkreis „Menhire und Hochhäuser“, 1998–2001

## Auszeichnungen
- Jakob-Felsing-Preis der Volksbank Darmstadt eG (1999)